# 젤그 갈레시치
젤그 갈레시치(크로아티아어: Zelg "Benkei" Galešić, 1979년 2월 16일 ~ )은 크로아티아의 종합격투기 선수다.

## 생애

### 이름
젤그 갈레시치(일본어: ゼルグ ガレシック)이다. 젤그 갈레시크라고도 불린다.

### K-1 전적
- 13전 9승 4패(7 KO)

| 경기일자         | 상대                    | 결과 | 내용                         | 대회                                           |
| ---------------- | ----------------------- | ---- | ---------------------------- | ---------------------------------------------- |
| 2008년 9월 23일  | 호나우도 자카레         | 패   | 1R 1분 27초 암바             | Dream 6 - Middle Weight Granprix final Rounds  |
| 2008년 6월 15일  | 김태영                  | 승   | 1R 1분 5초 김태영 팔꿈치부상 | Dream 4 - Middle Weight Granprix Quarterfinal  |
| 2008년 4월 29일  | 마고메드 설타나크메도프 | 승   | 1R 1분 40초 암바             | Dream 2 - Middle Weight Granprix Opening Round |
| 2007년 10월 28일 | 김태영                  | 승   | 1R 36초 김태영 닥터스톱      | K-1 Olympia Hero's korea 2007                  |
| 2007년 9월 17일  | 윤동식                  | 패   | 1R 1분 29초 암바             | K-1 Hero's - Tournament Final                  |
| 2007년 4월 8일   | 타키모토 마코토         | 패   | 1R 5분 40초 키무라           | Pride 34 - Kamikaze                            |
| 2006년 12월 9일  | 마크 위어               | 승   | 1R 50초 KO                   | CR 19 - Fearless                               |
| 2006년 9월 30일  | 제임스 에번스니콜       | 승   | 1분 2분 2초 KO               | CR 18 - Battleground                           |
| 2006년 7월 1일   | 커티스 스탓             | 승   | 1R 1분 10초 암바             | CR 17 - Ultimate Challenge                     |
| 2006년 2월 4일   | 마이클 홀름스           | 승   | 1R 1분 41초 KO               | CR 15 - Adrenalin Rush                         |
| 2005년 7월 30일  | 존 플래밍               | 승   | 1R KO                        | UD 2 - Urban Destuction 2                      |
| 2005년 4월 10일  | 폴 테일러               | 패   | 3R TKO                       | UD 1 - Urban Destruction 1                     |
| 2004년 9월 15일  | 짐 밴틀리               | 승   | 1R 1분 16초 KO               | UC 11 - Wrath of the Beast                     |

### 정보
주 베이스는 태권도 겸 무에타이, 가라테이다. 키 188cm에 체중 84kg대로 좋은 체격조건이다. 그의 소속팀은 팀 트로잔에 소속해 있다. 리틀 크로캅으로 불리고 있으며 타키모토 마코토, 윤동식 두 유도가에게 2연패를 하다가 3연속 승리행진 중이다. 2008년 9월 23일에는 제이슨 밀러를 꺾은 주짓수의 제왕으로 불리는 호나우도 자카레와 붙었지만 1R 서브미션으로 4강 탈락하게 된다.